# Grevillea masonii
Grevillea masonii là một loài thực vật có hoa trong họ Quắn hoa. Loài này được Olde & Marriott miêu tả khoa học đầu tiên năm 1994.